# Svöðufoss
De Svöðufoss is een waterval gelegen enkele kilometers ten zuiden van het plaatsje Rif op Snæfellsnes, IJsland. Een gravelpaadje leidt een eindje naar goede richting, maar om de waterval te bereiken moet het laatste stuk gelopen worden.
Een kilometer naar het oosten ligt de Kerlingarfoss.